# Pierre Onténiente
Pour les articles homonymes, voir Onteniente (homonymie).
Pierre Onténiente (surnommé « Gibraltar »), né le 14 septembre 1921 dans le 18e arrondissement de Paris et mort le 13 juin 2013 à Bois-le-Roi (Seine-et-Marne), est l'ami, homme de confiance, secrétaire et comptable de Georges Brassens qu'il rencontre en 1943 à Basdorf, en Allemagne dans une usine de moteurs d'avion, où il est bibliothécaire, requis pour le STO comme lui.
En 1957, Brassens et « Gibraltar » créent ensemble pour gérer les droits d'auteur et publier textes et partitions les Éditions musicales 57, dont le fonds a été par la suite acquis par Universal.
Sa longue proximité avec Brassens en fait un témoin précieux, régulièrement interrogé par les médias. Il est le père du cinéaste Fabien Onteniente.

## Surnom
C'est à l'acteur Pierre Brasseur que Georges Brassens doit d'avoir eu son seul rôle au cinéma dans le film Porte des Lilas de René Clair. C'est durant cette période et en raison de l'insistance de Brasseur face à Pierre Onténiente, très intransigeant et têtu dans son opposition à cette idée que celui-ci reçut le surnom de « Gibraltar ».